# فرانک کاپریو
فرانک کاپریو (انگلیسی: Frank Caprio؛ زادهٔ ۲۴ نوامبر ۱۹۳۶ - درگذشته ۲۰ اوت ۲۰۲۵) یک وکیل و سیاستمدار آمریکایی بود که به عنوان قاضی ارشد دادگاه شهری پروویدنس، رود آیلند و رئیس هیئت مدیره آموزش عالی رود آیلند خدمت می‌کرد. خدمت قضایی او در برنامه Caught in Providence از تلویزیون پخش می‌شود. او همچنین در سریال جنگ‌های پارکینگ حضور داشت و چندین پرونده تخلفات رانندگی را نیز قضاوت کرده‌ بود.
در سال ۲۰۱۷، ویدئوهایی که دادگاه محل کار او را نشان می‌داد، با بیش از ۱۵ میلیون بازدید در فضای مجازی پخش شد. در سال ۲۰۲۲، تعداد بازدیدهای Caught in Providence به ۵۰۰ میلیون رسید و یک ویدیوی به اشتراک گذاشته شده در Pulptastic 43.6 میلیون بازدید در YouTube داشت.

## سنین جوانی و تحصیل
کاپریو در محله ایتالیایی آمریکایی فدرال هیل، پروویدنس، دومین پسر از سه پسر آنتونیو کاپریو، مهاجری از تیانو، ایتالیا، و فیلومنا کاپریو، یک مادر ایتالیایی آمریکایی اهل پروویدنس که خانواده اش از ناپل، ایتالیا مهاجرت کرده بودند، به دنیا آمد. پدرش به عنوان میوه‌فروش و شیرفروش کار می‌کرد.
کاپریو در حالی که به عنوان ماشین ظرفشویی و کفش شویی کار می‌کرد در مدارس دولتی پراویدنس تحصیل کرد. او از دبیرستان مرکزی فارغ‌التحصیل شد و در سال ۱۹۵۳ یک مقام را در کشتی کسب کرد او مدرک لیسانس خود را از کالج پراویدنس گرفت. پس از فارغ‌التحصیلی، تدریس را در دبیرستان هوپ در پراویدنس آغاز کرد. کاپریو در حالی که در Hope تدریس می‌کرد، به مدرسه شبانه در دانشکده حقوق دانشگاه سافولک در بوستون رفت. این امر باعث شد تا او به حرفه وکالت بپیوندد. کاپریو همچنین از سال ۱۹۵۴ تا ۱۹۶۲ در گردان مهندسی رزمی ۸۷۶ در گارد ملی خدمت کرد. در طول مدت حضورش در گارد ملی، او در کمپ وارنوم در ناراگانست و فورت ایندیان تاون گپ در پنسیلوانیا مستقر بود.

## حرفه
کاپریو در سال ۱۹۶۲ به عضویت شورای شهر پراویدنس انتخاب شد و تا سال ۱۹۶۸ در آنجا خدمت کرد. او در سال ۱۹۷۵ به عنوان نماینده کنوانسیون قانون اساسی رود آیلند انتخاب شد و به عنوان نماینده کنوانسیون ملی دموکرات انتخاب شد. او ریاست هیئت حاکمان رود آیلند برای آموزش عالی را بر عهده داشت که تصمیمات عمده دانشگاه رود آیلند، کالج رود آیلند و کالج محلی رود آیلند را کنترل می‌کند. از سال ۱۹۸۵، او به عنوان قاضی دادگاه شهری پراویدنس خدمت کرده‌است. بخش‌هایی از جلساتی که او ریاست آن را بر عهده داشت، یش از دو دهه در تلویزیون محلی پخش می‌شد.

## زندگی شخصی
کاپریو بیش از ۵۰ سال با جویس ای کاپریو ازدواج کرده‌ بود. آنها پنج فرزند داشتند: فرانک تی کاپریو، دیوید کاپریو، ماریسا کاپریو پسچه، جان کاپریو و پل کاپریو. آنها هفت نوه و دو نتیجه داشتند. کاپریو، یکی از طرفداران مشتاق بوستون رد ساکس بود.
فرانک کاپریو روز ۲۰ اوت ۲۰۲۵ میلادی پس از مدتها دست و پنجه نرم کردن با بیماری سرطان ، در سن ۸۸ سالگی درگذشت